# Шарль Леклер
Шарль Марк Ерве Персиваль Леклер (фр. Charles Marc Hervé Perceval Leclerc ; нар. 16 жовтня 1997) — монегаскський автогонщик, пілот Формули-1 що виступає за команду Феррарі. Чемпіон GP3 в 2016 році і Формули-2 в 2017.

## Особисте життя
Шарль є середнім сином Ерве та Паскаль Леклерів . Має старшого брата Лоренцо та молодшого брата Артура, що теж займається автогонками і нині виступає в Формулі 2 . Протягом усього дитинства та ранньої кар'єри Шарль Леклер завдяки своєму старшому брату Лоренцо підтримував тісні стосунки з покійним Жулем Б'янкі, названим хрещеником якого він був . Його батько також брав участь у формульних перегонах, їзмагаючись у Формулі-3 у 1980-х та 1990-х роках. Ерве помер після тривалої хвороби у віці 54 років, лише за чотири дні до того, як Леклер виграв гонку Формули-2 у Баку 2017 року ,.
Леклер вільно володіє французькою, італійською та англійською мовами. Хоча у французькій вимові його імені використовуються глухі кінцеві приголосні, він заявив, що, розмовляючи англійською, він часто використовує англізовану вимову і що будь-яка вимова імені є прийнятною для нього .

## Кар'єра
Леклер почав свою кар'єру в 2005 з картингу. У 2005, 2006 і 2008 роках він ставав чемпіоном французької серії PACA Championship, в 2009 р виграв French Cadet Championship. З 2010 року Шарль став виступати в категорії KF3, в цьому році зайняв перше місце в Junior Monaco Kart Cup. У 2011 році виграв CIK-FIA KF3 World Cup, CIK-FIA Karting Academy Trophy і ERDF Junior Kart Masters.
У 2012 р, за підтримки ART Grand Prix, став брати участь в змаганнях категорії KF2. Зайняв перше місце в WSK Euro Series, а також став віце-чемпіоном у CIK-FIA European KF2 Championship і CIK-FIA Under 18 World Karting Championship.

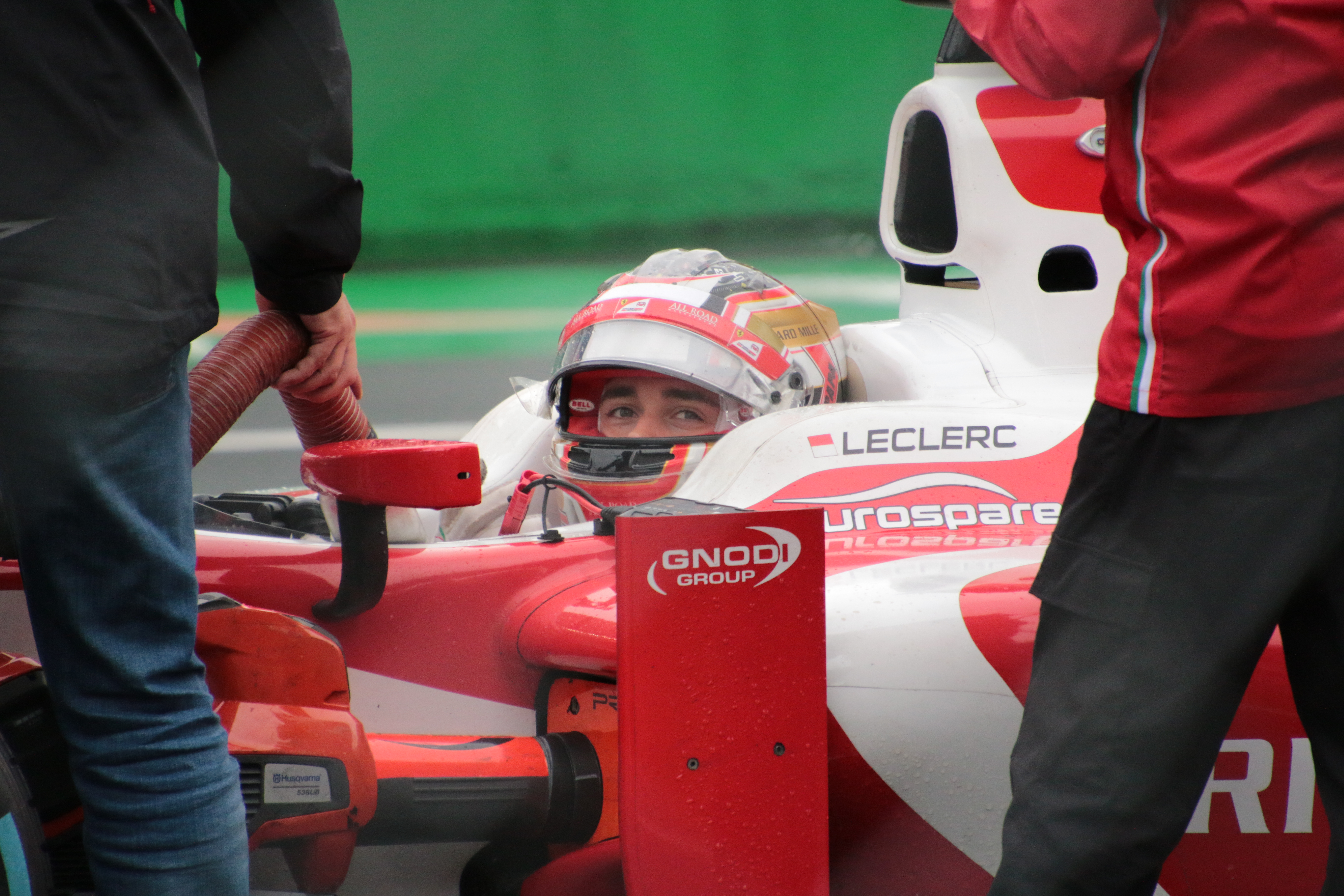
Леклер у 2017 році на перегонах Формули-2 на автодромі Монца в Італії

У сезоні 2013 року, останньому для Леклера в картингу, він став другим в CIK-FIA World KZ Championship і першим South Garda Winter Cup (KZ2).
У 2014 р дебютував в серіях з одномісними автомобілями, взявши участь в Єврокубку Формули-Рено 2.0 і Альпійської Формулі-Рено 2.0 в складі команди Fortec. У першій серії він брав участь тільки в 6 гонках, в трьох з яких зайняв 2-е місце, у другій провів повний сезон, і з 199 набраними очками став віце-чемпіоном.
У 2015 році провів сезон в Чемпіонаті Європи Формули-3, за 33 гонки та 13 разів побував на подіумі (за 4 з яких — на першому місці). Всього Леклер набрав 363,5 очка, за підсумками сезону посів 4-е місце.
З 2016 року дебютував в серії GP3 в складі команди ART Grand Prix, а також отримав місце резервного пілота в двох командах Формули-1 — «Феррарі» і «Хаас».
Сезон 2017 року провів у серії F2, за 22 гонки здобув 7 перемог і за етап до кінця сезону завоював титул.
2 грудня 2017 року було оголошено, що сезон 2018 року Леклер проведе в F1, в складі команди Sauber.

### 2018
29 квітня 2018 у Гран-прі Азербайджану набрав перші в кар'єрі очки за фініш на 6 місці. Надалі фінішував в очковій зоні в Гран-прі Іспанії, Канади, Франції, Австрії. У чемпіонаті (після ГП Італії) йде на 15 місці, з 13 очками. 11 вересня 2018 року Скудерія Феррарі оголосила про те, що Шарль Леклер стане її пілотом в сезоні 2019 року.

### 2019
17 березня 2019 провів першу гонку у команді Scuderia Ferrari, а в кваліфікації Гран-прі Бахрейну завоював свій перший поул-позишн в кар'єрі. На цьому ж гран-прі вперше піднявся на подіум в F1.

### 2024
У 2024 Леклер продовжив контракт з Ferrari. Тривалість контракту не уточнюється.

## Результати виступів

### Гоночна кар'єра
| Сезон | Серія                               | Команда                          | Гонки | Перемоги | Поули | Н/к | Подіуми | Очки  | Місце |
| ----- | ----------------------------------- | -------------------------------- | ----- | -------- | ----- | --- | ------- | ----- | ----- |
| 2014  | Formula Renault 2.0 Alps            | Fortec Motorsports               | 14    | 2        | 1     | 0   | 7       | 199   | 2     |
| 2014  | Eurocup Formula Renault 2.0         | Fortec Motorsports               | 6     | 0        | 0     | 0   | 3       | 0     | НК†   |
| 2015  | FIA Formula 3 European Championship | Van Amersfoort Racing            | 33    | 4        | 3     | 5   | 13      | 363.5 | 4     |
| 2015  | Macau Grand Prix                    | Van Amersfoort Racing            | 1     | 0        | 0     | 0   | 1       | Н/Д   | 2     |
| 2016  | GP3 Series                          | ART Grand Prix                   | 18    | 3        | 4     | 4   | 8       | 202   | 1     |
| 2017  | FIA Formula 2 Championship          | Prema Racing                     | 22    | 7        | 8     | 4   | 10      | 282   | 1     |
| 2018  | Формула-1                           | Alfa Romeo Sauber F1 Team        | 21    | 0        | 0     | 0   | 0       | 39    | 13    |
| 2019  | Формула-1                           | Scuderia Ferrari Mission Winnow  | 21    | 2        | 7     | 4   | 10      | 264   | 4     |
| 2020  | Формула-1                           | !Scuderia Ferrari Mission Winnow | 17    | 0        | 0     | 0   | 2       | 98    | 8     |
| 2021  | Формула-1                           | Scuderia Ferrari Mission Winnow  | 22    | 0        | 2     | 0   | 1       | 159   | 7     |
| 2022  | Формула-1                           | Scuderia Ferrari                 | 22    | 3        | 9     | 3   | 11      | 308   | 2     |
| 2023  | Формула-1                           | Scuderia Ferrari                 | 22    | 0        | 5     | 0   | 6       | 206   | 5     |
| 2024  | Формула-1                           | Scuderia Ferrari                 | 24    | 3        | 3     | 3   | 13      | 356   | 3     |
| 2025  | Формула-1                           | Scuderia Ferrari HP              | 12    | 0        | 0     | 0   | 4       | 119*  | 5*    |

† Леклер брав участь в змаганні за запрошенням, тому йому не нараховувалися очки чемпіонату.

* Сезон триває.

### Формула-1
| Приклад                  | Опис                                                              |
| ------------------------ | ----------------------------------------------------------------- |
| 1                        | Переможець                                                        |
| 2                        | Друге місце                                                       |
| 3                        | Третє місце                                                       |
| 5                        | Фінішував у очковій зоні                                          |
| 12                       | Фінішував поза очковою зоною                                      |
| НКЛ                      | Фінішував, але не класифікований                                  |
| Схід                     | Не фінішував і не класифікований                                  |
| НКВ                      | Не кваліфікований                                                 |
| НПКВ                     | Не передкваліфікований                                            |
| ДСК                      | Дискваліфікований                                                 |
| тест                     | Тестер по п'ятницях                                               |
| НС                       | Брав участь у Гран-прі як бойовий пілот, але не стартував у гонці |
| Т                        | Травмований чи хворий                                             |
| Викл                     | Виключений із протоколу                                           |
| Від                      | Відмова від участі                                                |
| НТР                      | Не брав участі в тренуваннях                                      |
| НПР                      | Не прибув на Гран-прі                                             |
| С                        | Гонка скасована                                                   |
|                          | Не брав участі                                                    |
| Жирний шрифт             | Поул-позиція                                                      |
| Курсив                   | Найшвидше коло                                                    |
| Числоу верхньому індексі | Позиція в спринті, що передбачає нарахування очок                 |

| Рік      | Команда                         | Шасі           | Двигун                   | 1        | 2        | 3        | 4      | 5      | 6        | 7      | 8        | 9        | 10       | 11       | 12       | 13       | 14     | 15       | 16       | 17       | 18       | 19       | 20       | 21     | 22     | 23     | 24    | Місце | Очки |
| -------- | ------------------------------- | -------------- | ------------------------ | -------- | -------- | -------- | ------ | ------ | -------- | ------ | -------- | -------- | -------- | -------- | -------- | -------- | ------ | -------- | -------- | -------- | -------- | -------- | -------- | ------ | ------ | ------ | ----- | ----- | ---- |
| 2016     | Haas F1 Team                    | Haas VF-16     | Ferrari 061 1.6 V6 t     | АВС      | БАХ      | КИТ      | РОС    | ІСП    | МОН      | КАН    | ЄВР      | АВТ      | ВЕЛ тест | УГО тест | НІМ тест | БЕЛ      | ІТА    | СІН      | МАЛ      | ЯПО      | США      | МЕК      | БРА тест | АБУ    |        |        |       | –     | –    |
| 2017     | Sauber F1 Team                  | Sauber C36     | Ferrari 061 1.6 V6 t     | АВС      | КИТ      | БАХ      | РОС    | ІСП    | МОН      | КАН    | АЗЕ      | АВТ      | ВЕЛ      | УГО      | БЕЛ      | ІТА      | СІН    | МАЛ тест | ЯПО      | США тест | МЕК тест | БРА тест | АБУ      |        |        |        |       | –     | –    |
| 2018     | Alfa Romeo Sauber F1 Team       | Sauber C37     | Ferrari 062 EVO 1.6 V6 t | АВС 13   | БАХ 12   | КИТ 19   | АЗЕ 6  | ІСП 10 | МОН 18†  | КАН 10 | ФРА 10   | АВТ 9    | ВЕЛ Схід | НІМ 15   | УГО Схід | БЕЛ Схід | ІТА 11 | СІН 9    | РОС 7    | ЯПО Схід | США Схід | МЕК 7    | БРА 7    | АБУ 7  |        |        |       | 13    | 39   |
| 2019     | Scuderia Ferrari Mission Winnow | Ferrari SF90   | Ferrari 064 1.6 V6 t     | АВС 5    | БАХ 3    | КИТ 5    | АЗЕ 5  | ІСП 5  | МОН Схід | КАН 3  | ФРА 3    | АВТ 2    | ВЕЛ 3    | НІМ Схід | УГО 4    | БЕЛ 1    | ІТА 1  | СІН 2    | РОС 3    | ЯПО 6    | МЕК 4    | США 4    | БРА 18†  | АБУ 3  |        |        |       | 4     | 264  |
| 2020     | Scuderia Ferrari Mission Winnow | Ferrari SF1000 | Ferrari 065 1.6 V6 t     | АВТ 2    | ШТИ Схід | УГО 11   | ВЕЛ 3  | 70 4   | ІСП Схід | БЕЛ 14 | ІТА Схід | ТОС 8    | РОС 6    | АЙФ 7    | ПОР 4    | ЕМІ 5    | ТУР 4  | БАХ 10   | САХ Схід | АБУ 13   |          |          |          |        |        |        |       | 8     | 98   |
| 2021     | Scuderia Ferrari Mission Winnow | Ferrari SF21   | Ferrari 065/6 1.6 V6 t   | БАХ 6    | ЕМІ 4    | ПОР 6    | ІСП 4  | МОН НС | АЗЕ 4    | ФРА 16 | ШТИ 7    | АВТ 8    | ВЕЛ 2    | УГО Схід | БЕЛ 8‡   | НІД 5    | ІТА 4  | РОС 15   | ТУР 4    | США 4    | МЕХ 5    | САП 5    | КАТ 8    | САУ 7  | АБУ 10 |        |       | 7     | 159  |
| 2022     | Scuderia Ferrari                | Ferrari F1-75  | Ferrari 066/7 1.6 V6 t   | БАХ 1    | САУ 2    | АВС 1    | ЕМІ 62 | МАЯ 2  | ІСП Схід | МОН 4  | АЗЕ Схід | КАН 5    | ВЕЛ 4    | АВТ 12   | ФРА Схід | УГО 6    | БЕЛ 6  | НІД 3    | ІТА 2    | СІН 2    | ЯПО 3    | США 3    | МЕХ 6    | САП 46 | АБУ 2  |        |       | 2     | 308  |
| 2023     | Scuderia Ferrari                | Ferrari SF-23  | Ferrari 066/10 1.6 V6 t  | БАХ Схід | САУ 7    | АВС Схід | АЗЕ 32 | МАЯ 7  | МОН 6    | ІСП 11 | КАН 4    | АВТ 2    | ВЕЛ 9    | УГО 7    | БЕЛ 35   | НІД Схід | ІТА 4  | СІН 4    | ЯПО 4    | КАТ 5    | США ДСК3 | МЕХ 3    | САП НС5  | ЛВГ 2  | АБУ 2  |        |       | 5     | 206  |
| 2024     | Scuderia Ferrari                | Ferrari SF-24  | Ferrari 066/12 1.6 V6 t  | БАХ 4    | САУ 3    | АВС 2    | ЯПО 4  | КИТ 5  | МАЯ 32   | ЕМІ 3  | МОН 1    | КАН Схід | ІСП 5    | АВТ 117  | ВЕЛ 14   | УГО 4    | БЕЛ 3  | НІД 3    | ІТА 1    | АЗЕ 2    | СІН 5    | США 14   | МЕХ 3    | САП 53 | ЛВГ 4  | КАТ 25 | АБУ 3 | 3     | 356  |
| 2025     | Scuderia Ferrari HP             | Ferrari SF-25  | Ferrari 066/15 1.6 V6 t  | АВС 8    | КИТ ДСК5 | ЯПО 4    | БАХ 4  | САУ 3  | МАЯ 7    | ЕМІ 6  | МОН 2    | ІСП 3    | КАН 5    | АВТ 3    | ВЕЛ 14   | БЕЛ      | УГО    | НІД      | ІТА      | АЗЕ      | СІН      | США      | МЕХ      | САП    | ЛВГ    | КАТ    | АБУ   | 5*    | 119* |
| Джерело: |                                 |                |                          |          |          |          |        |        |          |        |          |          |          |          |          |          |        |          |          |          |          |          |          |        |        |        |       |       |      |

* Сезон триває

† Не закінчив, але був класифікований, оскільки він завершив більше 90% дистанції гонки.

‡ Зараховано половину очок через те, що перегони склали менше 75 % запланованої дистанції.